# Pires Belo
Pires Belo é um distrito no município brasileiro de Catalão, no estado de Goiás, localiza-se a 36 km ao norte do distrito-sede de Catalão, à 290 km de Goiânia, capital do estado de Goiás e à 280 km de Brasília, capital do Brasil. As principais vias de acesso ao distrito são a rodovia federal BR-050 e a rodovia estadual GO-506. Sua economia baseia-se na agricultura e agropecuária familiar, principalmente com planto de soja, milho e tomate. Exploração Pedreira de afloramento granito tipo Ipamerí.  A população do distrito, segundo dados do IBGE (2010) era de 1.369 habitantes, destes 1.021 estão localizados na área urbana do distrito, a Vila e 348 na área rural.
O distrito de Pires Belo surgiu como povoado em meados de 1940 com a construção de um rancho ao lado de uma estrada chamada “Estrada do Couro”, atual rodovia federal BR-050. Segundo os moradores mais antigos da Vila logo no início do povoamento foi doado um terreno por um fazendeiro da região, o senhor Gervásio Mariano de Mesquita, para a construção de uma igreja, atual Igreja de São Sebastião localizada às margens da BR-050, fator importante para a formação do povoado. Além da Igreja Católica, foi doado um terreno para construção do grupo escolar para atender aos filhos dos moradores.
A localização do povoamento, ao lado de uma rodovia federal facilitou seu desenvolvimento como ponto de comércio, fato que levou a ser conhecido durante vários anos, como o povoado ‘Vendas’. Este representou o ponto de abastecimento de fazendeiros da região com produtos de primeira necessidade que não eram produzidos nas fazendas, além de ponto de encontro, principalmente por motivos religiosos. O povoado de Pires Belo elevou-se a distrito de Catalão em 26 de fevereiro de 1997, conforme estabelecido pela Lei Municipal nº 1.594/1997.

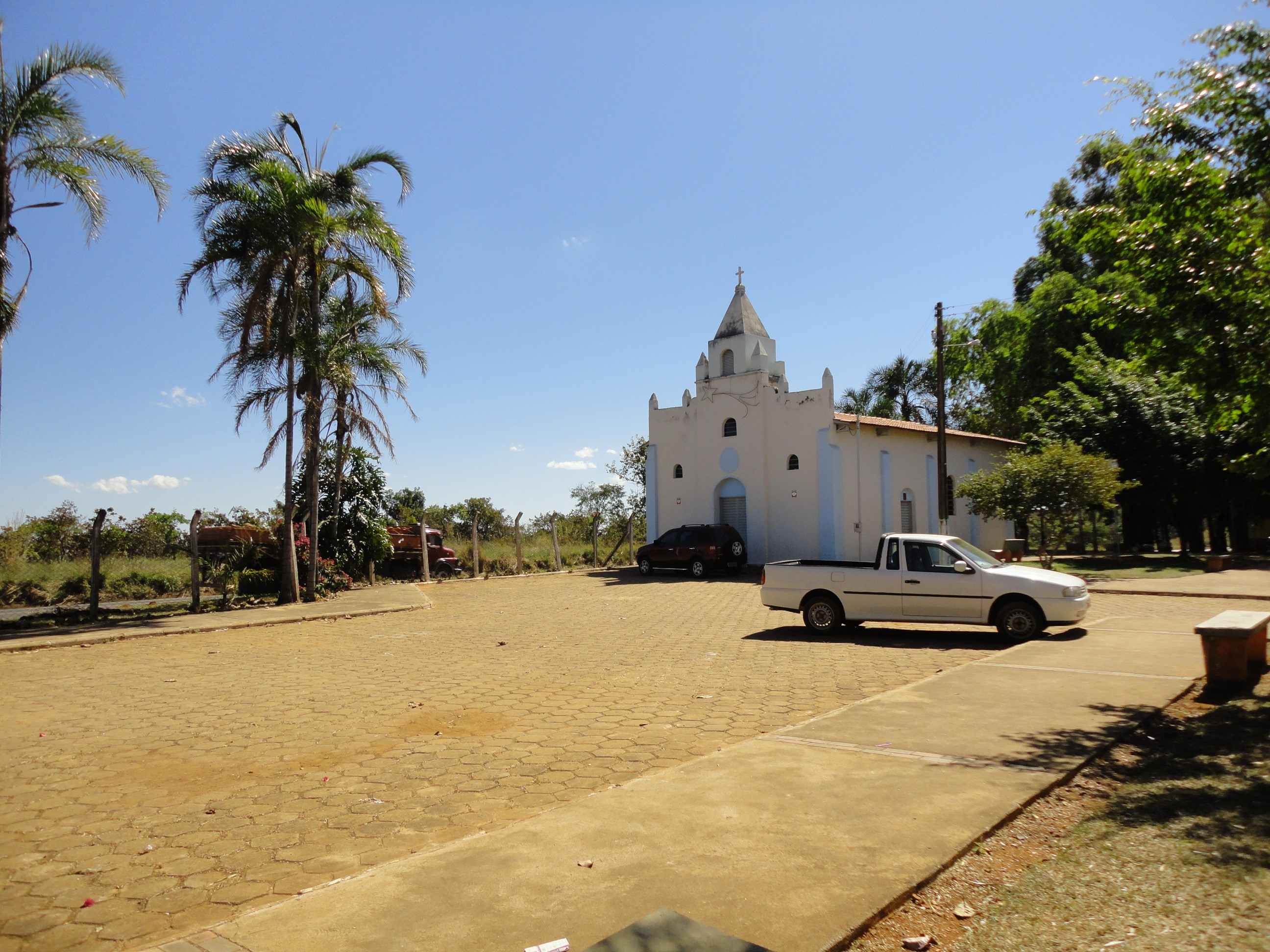
Igreja Católica de Pires Belo, município de Catalão (GO) - 2013
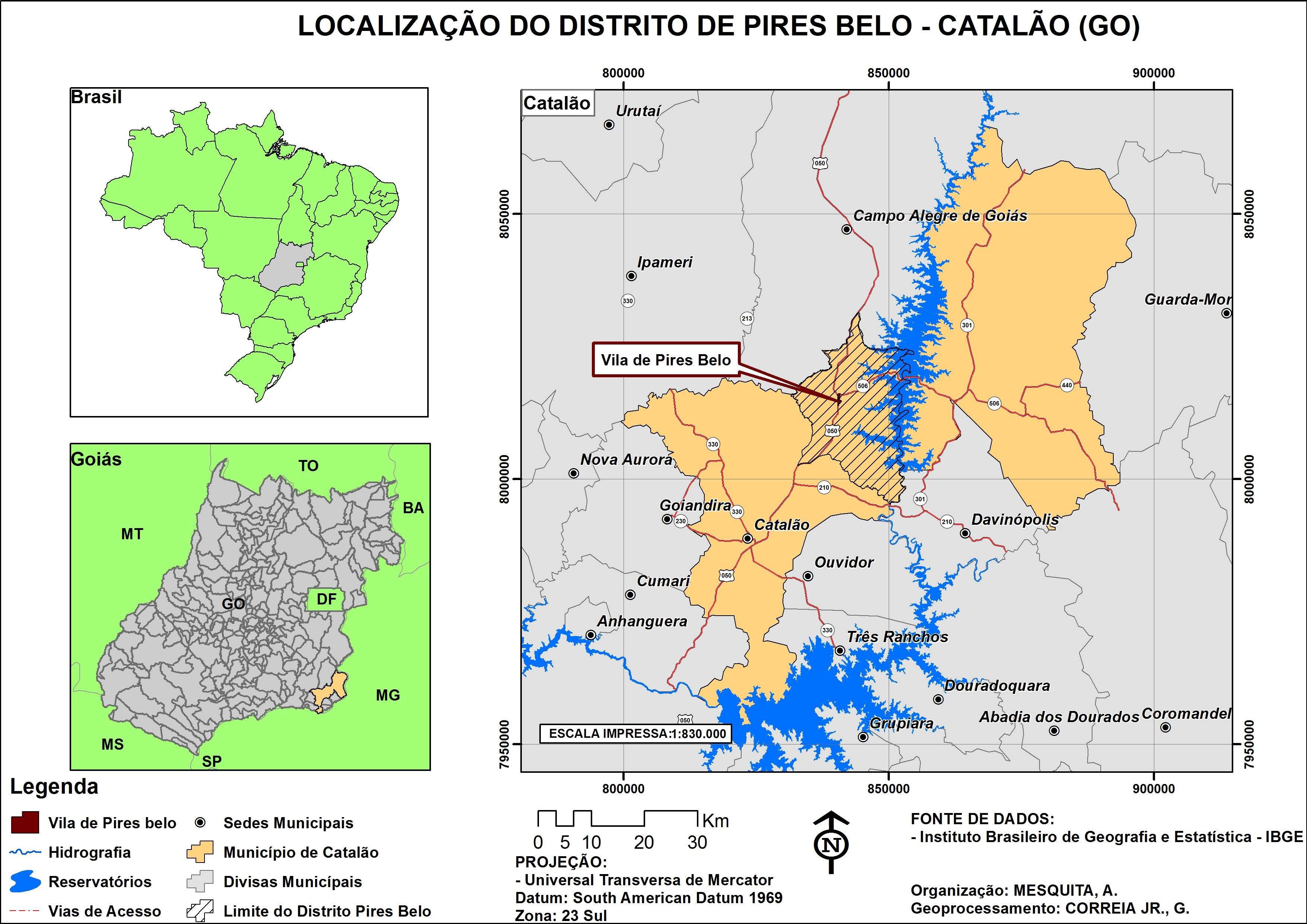
Localização do distrito de Pires Belo, Catalão (GO) – 2013.